# Paul Mantee
Paul Mantee (eigentlich Paul Marianetti; * 9. Januar 1931 in San Francisco, Kalifornien, USA; † 7. November 2013 in Malibu, Kalifornien, USA) war ein US-amerikanischer Schauspieler und Roman-Autor. Seine Schauspielkarriere umfasste über 120 Rollen in Produktionen für Film und Fernsehen. Bekannt wurde er 1964 durch seine Rolle als Commander Draper in dem Science-Fiction-Klassiker Notlandung im Weltraum und in den 1980er Jahren als Detective Al Corassa in 54 Folgen der Krimiserie Cagney & Lacey.

## Leben
Mantee, geboren 1931 als Paul Marianetti in San Francisco, schloss zuerst sein Studium des Journalismus am San Mateo Junior College in Kalifornien ab, bevor er sich für vier Jahre in der U.S. Navy verpflichtete und im Koreakrieg kämpfte. Dort lernte er Menschen kennen, die sich mit Hollywood auskannten. In dieser Zeit reifte seine Zielsetzung heran, den Kindheitswunsch, Schauspieler zu werden, auch in die Tat umzusetzen.
Sein Filmdebüt gab er 1958 in Norman Taurogs Komödie Der Zwiebelkopf in der kleinen Rolle eines Matrosen. 1959 spielte er einen Bomber-Copiloten in Paul Wendkos Kriegsdrama Schlacht im Korallenmeer. Doch wie viele andere wenig bis unbekannte Darsteller zu dieser Zeit, musste auch Mantee Gelegenheits-Jobs annehmen, um sich finanziell über Wasser zu halten. Er spielte winzige Parts in namhaften Fernsehserien oder arbeitete für mehrere Jahre nebenher in den Hollywood-Weinbergen. Aber eben jene Anonymität gereichte ihm zum Vorteil, als man 1964 für die Hauptrolle des Science-Fiction-Films Notlandung im Weltraum, einer Robinsonade im All, inszeniert von Regie-Altmeister Byron Haskin ein junges noch unbekanntes und unverbrauchtes Gesicht suchte. Mantee sprach vor und bekam die Rolle des Commander Draper. Co-Stars des Films waren Victor Lundin als Freitag und Adam West als Col. Dan McReady. Eine sorgfältig restaurierte Fassung des Science-Fiction-Klassikers nach Motiven von Daniel Defoe wurde 2007 in den USA durch das Unternehmen The Criterion Collection hergestellt und veröffentlicht.
Es folgten in den 1960er Jahren weitere kleinere und größere Rollen in Kinoproduktionen wie in Sidney Salkows Western Goldfieber oder den Dramen Mord aus zweiter Hand von Robert Gist und Nur Pferden gibt man den Gnadenschuß von Sydney Pollack. In Richard Rushs Actionthriller Ein gewisser Dick Daggers spielte er 1968 erneut die männliche Hauptrolle.
In den 1970er Jahren sah man Paul Mantee auf der Leinwand zumeist in Nebenrollen in Action-, Abenteuer oder Horrorfilmen wie in Henry Levins Krimidrama Jefferson Bolt – Reisender in Dynamit, in dem Tom Gries Thriller Der Mann ohne Nerven, in Phil Karlsons Actionkrimi Ein Mann nimmt Rache in den beiden William Girdler Filmen des Phantastischen Genres Panik in der Sierra Nova und Der Manitou, in Burt Kennedys Thriller Amok-Jagd und in dem Filmdrama Der große Santini von Regisseur Lewis John Carlino.
In den 1980er und 1990er Jahren wurden seine Auftritte in Kinofilmen seltener, dafür sah man ihn zwischen 1983 und 1988 in 54 Folgen und 1994 einem Fernsehfilm der Krimiserie Cagney & Lacey als Detective Al Corassa an der Seite von Tyne Daly und Sharon Gless und von 1989 bis 1991 in sieben Folgen als Commander Clayton in der Serie Hunter.
Zwischen 1958 und 1994 hatte er mit kontinuierlichem Fleiß und einer bemerkenswerten Disziplin zahlreiche Episoden- und Gaststar-Auftritte in über 75 der populärsten US-amerikanischen Fernsehserien gespielt, bevorzugt im Western-, Krimi-, Abenteuer- oder Spionagegenre unter anderem in: Polizeibericht (1958), Westlich von Santa Fé (1961), 77-Sunset-Strip (1963), Laredo (1966), Batman (1967), Time Tunnel (1967), Auf der Flucht (1967), Invasion von der Wega (1967), Tennisschläger und Kanonen (1968), Die Seaview – In geheimer Mission (1968), Die Leute von der Shiloh Ranch (1968), Bonanza (1968), FBI (1970), Daniel Boone (1970), Kobra, übernehmen Sie (1971), Cannon (1971), Der Chef (1975), Die Straßen von San Francisco (1975), Abenteuer der Landstraße (1974), Mannix (1975), Die knallharten Fünf (1975), Bronk (1975), Medical Story (1975), Zeit der Sehnsucht (1975), Kojak – Einsatz in Manhattan (1976), Der sechs Millionen Dollar Mann (1977), CHiPs (1977), Barnaby Jones (1977), Vegas (1979), Buck Rogers (1980), Simon und Simon (1982), Quincy (1982), Dallas (1983), Trapper John, M.D. (1983), Das A-Team (1984), Agentin mit Herz (1984), T. J. Hooker (1985), Die Fälle des Harry Fox (1985), Remington Steele (1985), Ein Colt für alle Fälle (1983), Hunter (1989), L.A. Law (1990) oder Mord ist ihr Hobby (1994). 1998 zog er sich aus dem Filmgeschäft zurück.
Mantee war auch der Verfasser zweier Romane, die 1991 und 1994 bei Ballantine Books veröffentlicht wurden.
Nach einer Partnerschaft mit der Schauspielerin Ann Newman war Paul Mantee in zweiter Ehe verheiratet. Paul Mantee verstarb am 7. November 2013 im Alter von 82 Jahren in Malibu.

## Bücher
- 1991: In Search of the Perfect Ravioli von Paul Mantee (Ballantine Books)[6]
- 1994: Bruno of Hollywood von Paul Mantee (Ballantine Books)[7]

## Filmografie (Auswahl)

### Kino
- 1958: Der Zwiebelkopf (Onionhead)
- 1959: Schlacht im Korallenmeer (Battle of the Coral Sea)
- 1964: Notlandung im Weltraum (Robinson Crusoe on Mars)
- 1964: Goldfieber (Blood on the Arrow)
- 1966: Mord aus zweiter Hand (An American Dream)
- 1968: Ein gewisser Dick Dagger (A Man Called Dagger)
- 1969: Nur Pferden gibt man den Gnadenschuß (They Shoot Horses, Don’t They?)
- 1973: Jefferson Bolt – Reisender in Dynamit (That Man Bolt)
- 1975: Der Mann ohne Nerven (Breakout)
- 1975: Ein Mann nimmt Rache (Framed)
- 1977: Panik in der Sierra Nova (Day of the Animals)
- 1977: Ich bin der Größte (The Greatest)
- 1978: Der Manitou (The Manitou)
- 1978: Amok-Jagd (Wolf Lake)
- 1979: Der große Santini (The Great Santini)
- 1985: First Strike – Atom-U-Boot in geheimer Mission (First Strike)
- 1993: Dragon – Die Bruce Lee Story (Dragon: The Bruce Lee Story)
- 1994: Shocking Fear (Lurking Fear)
- 1995: Apollo 13
- 1998: Memorial Day

### Fernsehen
- 1972: Die Abenteuer des Nick Carter (Adventures of Nick Carter)
- 1973: Gefährlicher Ruf (Call to Danger)
- 1976: Helter Skelter – Die Nacht der langen Messer (Helter Skelter)
- 1977, 1979: Barnaby Jones (2 Folgen)
- 1980: Von Gangstern gejagt (Fugitive Family)
- 1980: Alcatraz (Alcatraz: The Whole Shocking Story)
- 1981: Mister Kill (Death Ray 2000)
- 1983: B.T. Brady, Privatdetektivin (This Girl for Hire)
- 1983–1988: Cagney & Lacey (54 Folgen als Detective Al Corassa)
- 1984: Kampf um Yellow Rose (The Yellow Rose, 1 Folge)
- 1989–1991: Hunter (7 Folgen)
- 1992: Träume der Angst (Illusions)